# Utredningen
Utredningen (danska: Efterforskningen) är en dansk-svensk kriminaldramaserie som hade premiär den 28 september 2020. Serien består av sex avsnitt och är baserad på mordet på Kim Wall.

## Handling
Serien utspelar sig år 2017 och handlar om det så kallade utbåtsfallet. En hemmagjord ubåt med en svensk journalist och ubåtens ägare har försvunnit. När man lyckas lokalisera ubåten sjunker den plötsligt och endast ägaren räddas. Men det är något som inte stämmer.

## Rollista (i urval)
- Søren Malling - Jens Møller Jansen
- Pilou Asbæk - Jakob Buch-Jepsen
- Pernilla August - Ingrid Wall
- Rolf Lassgård - Joachim Wall
- Laura Christensen - Maibritt Porse
- Dulfi Al-Jabouri - Musa Amin
- Charlotte Munck - Kirstine
- Anders Juul - Christian Skov
- Henrik Birch - Lars Møller
- Josephine Park - Cecilie